# Guus Verstraete jr.
 (octobre 2018).
Si vous disposez d'ouvrages ou d'articles de référence ou si vous connaissez des sites web de qualité traitant du thème abordé ici, merci de compléter l'article en donnant les références utiles à sa vérifiabilité et en les liant à la section « Notes et références ».
Guus Verstraete jr., né  August Julien Albert De Graef le 26 avril 1947 à  Hilversum et mort le 3 mars 2017 à Blaricum, est un réalisateur et acteur néerlandais.

## Carrière
Issue d'une famille d'artiste, il est le petit-fils de Jules Verstraete. Il est le fils de l'acteur Guus Verstraete. Il est le neveu des actrices Mieke Verstraete et Jeanne Verstraete ainsi que de l'acteur  Bob Verstraete. Il est le cousin des acteurs Coen Flink, Hans Croiset et Jules Croiset. Il est le grand-cousin des acteurs Vincent Croiset et Niels Croiset. De 1990 à 2017, il fut marié avec l'actrice et chanteuse Simone Kleinsma.

## Filmographie

### Réalisateur
- 1969 : Een avondje teevee met André
- 1973 : Willeke... er was eens
- 1976 :  Hotel de Botel
- 1977 : De André van Duin show
- 1977-1978 : De Dik Voormekaar Show
- 1978 : Hij en zij
- 1978 : Showbizzquiz
- 1981 : Ik ben Joep Meloen (nl)[3]
- 1981 : De Flip Fluitketel show
- 1982 : André's Comedy Parade
- 1982 : Boem-Boem
- 1983 : Dag 83 hallo 84
- 1987 : De Ep Oorklep show
- 1987 : Moordspel
- 1987 : Op dolle toeren
- 1989 : Gala voor André
- 1990 : André van Duin Revue 1987
- 1993 : I.S.C.H.A.
- 2001 : Smaak
- 2003 : PaPaul
- 2009 : André van Duin's Nieuwe Revue
- 2009 : Lieve Paul
- 2011 : Pau!l
- 2012 : Manneke Paul

### Acteur
- 1962 : Kermis in de Regen (nl) de Kees Brusse[4]